# Gervinho
Gervais Lombe Yao Kouassi, poznatiji kao Gervinho (Anyama, Obala Bjelokosti, 27. svibnja 1987.) je bjelokošćanski nogometaš i nacionalni reprezentativac. Tijekom karijere u Francuskoj, nastupao je za Le Mans i Lille gdje je ostvario zapažen rezultat osvojivši s potonjim klubom francusko prvenstvo i kup. To nije promaklo londonskom Arsenalu koji ga je 2011. godine doveo za 10,8 milijuna funti. Tijekom karijere nastupao je i za AS Romu i Hebei China Fortune, a trenutačno nastupa za talijansku Parmu. 
Kao nacionalni reprezentativac, za Obalu Bjelokosti je debitirao 2007. godine te je s njome osvojio Afrički Kup nacija 2015. te je nastupio na dva Svjetska prvenstva (2010. i 2014.).
Francuski trener Rudi Garcia koji ga je vodio u Lilleu i AS Romi opisao ga je kao igrača koji treba povjerenje momčadi te je onaj koji stvara šanse za svoje suigrače. Upravo je s tim trenerom izgradio odličan odnos zbog čega ga je razočarao potez čelnika rimskog kluba koji su Garciji dali otkaz a Gervinha potaknuli na razmišljanje o napuštanju kluba.
Nadimak Gervinho dao mu je brazilski trener u ASEC-u kao portugalsku izvedenicu njegovog pravog imena Gervais. Također, Gervinho je dvostruki dobitnik nagrade Marc-Vivien Foé koja se dodjeljuje najboljem afričkom nogometašu u Ligue 1.

## Karijera

### Klupska karijera
Gervinho je karijeru započeo u domovini igrajući za tamošnje momčadi ASEC Mimosas i Toumodi te mladu momčad belgijskog Beverena (gdje je ujedno debitirao i kao senior). Završetkom sezone 2006./07., Gervinho prelazi u francuski Le Mans gdje se pridružuje reprezentativnom kolegi Romaricu. U svojem prvenstvenom debiju zabio je dva pogotka u susretu protiv Nancyja a u klubu je proveo dvije godine.
21. srpnja 2009. kupuje ga Lille za šest milijuna eura te s njime potpisuje trogodišnji ugovor. S klubom je 2011. osvojio dvostruku krunu te ga se povezivalo s mnogim klubovima kao što su PSG, Atlético Madrid i Newcastle. Igrač je u konačnici odabrao Arsenal koji ga je doveo 12. srpnja 2011. za nepoznat iznos iako se pretpostavlja da je riječ o 10,8 milijuna funti. Tada mu je dodijeljen dres s brojem 27 kojeg je prije njega nosio također bjelokošćanski igrač, i to Emmanuel Eboué koji je otišao u Galatasaray.
Igrač je za novi klub zabio već u debiju i to u prijateljskoj utakmici protiv Kölna tijekom prvih 15 minuta igre. S druge strane, u prvenstvenom debiju je isključen zbog udaranja Joeyja Bartona čime je zaradio suspenziju od tri utakmice neigranja. U klubu je proveo dvije godine i zabio svega devet prvenstvenih pogodaka, nakon čega ga u kolovozu 2013. kupuje AS Roma.
Prvi službeni pogodak za novi klub zabio je u 2:0 pobjedi protiv Sampdorije nakon asistencije Francesca Tottija. Za rimsku momčad nastupao je tri godine nakon čega ga za 15 milijuna eura kupuje Hebei China Fortune koji se promovirao u kinesku prvu ligu. (iako ga se u početku povezivalo s Jiangsu Saintyjem). Samo tijekom tog zimskog prijelaznog roka, kineski klubovi su potrošili preko 150 milijuna eura na pojačanja, a uz Gervinha, među njima su bili i Ramires, Fredy Guarín, Tim Cahill i Paulinho. Zbog ozljede (rupture ligamenata na lijevomm koljenu) na treningu tijekom listopada 2016. propustio je predstojeći Afrički Kup nacija.
Nakon dvije godine igranja u Kini, igrač se vratio u Serie A gdje je potpisao za povratnika Parmu.

### Reprezentativna karijera
Gervinho je za Obalu Bjelokosti debitirao 2007. godine dok je s mladom reprezentacijom nastupio na Olimpijadi 2008. u Pekingu (gdje je bio kapetan). Sa Slonovima je 2012. stigao do finala Afričkog Kupa nacija dok je isto osvojeno 2015. Također, s reprezentacijom je igrao na Svjetskim prvenstvima 2010. u Južnoj Africi odnosno 2014. u Brazilu.

##### Pogodci za reprezentaciju
| #   | Datum              | Mjesto                                                  | Protivnik    | Pogodak | Rezultat | Natjecanje                                |
| --- | ------------------ | ------------------------------------------------------- | ------------ | ------- | -------- | ----------------------------------------- |
| 1.  | 14. studenog 2009. | Stade Félix Houphouët-Boigny, Abidjan, Obala Bjelokosti | Gvineja      | 1 : 0   | 3 : 0    | Kvalifikacije za Svjetsko prvenstvo 2010. |
| 2.  | 14. studenog 2009. | Stade Félix Houphouët-Boigny, Abidjan, Obala Bjelokosti | Gvineja      | 2 : 0   | 3 : 0    | Kvalifikacije za Svjetsko prvenstvo 2010. |
| 3.  | 15. siječnja 2010. | Cabinda, Angola                                         | Gana         | 1 : 0   | 3 : 1    | Afrički Kup nacija 2010.                  |
| 4.  | 17. studenog 2010. | Miejski, Poznań, Poljska                                | Poljska      | 1 : 1   | 1 : 3    | Prijateljska utakmica                     |
| 5.  | 5. lipnja 2011.    | Cotonou, Benin                                          | Benin        | 3 : 0   | 6 : 2    | Kvalifikacije za Afrički Kup nacija 2012. |
| 6.  | 5. lipnja 2011.    | Cotonou, Benin                                          | Benin        | 5 : 2   | 6 : 2    | Kvalifikacije za Afrički Kup nacija 2012. |
| 7.  | 3. rujna 2011.     | Kigali, Ruanda                                          | Ruanda       | 5 : 0   | 5 : 0    | Kvalifikacije za Afrički Kup nacija 2012. |
| 8.  | 8. veljače 2012.   | Libreville, Gabon                                       | Mali         | 1 : 0   | 1 : 0    | Afrički Kup nacija 2012.                  |
| 9.  | 8. rujna 2012.     | Stade Félix Houphouët-Boigny, Abidjan, Obala Bjelokosti | Senegal      | 2 : 2   | 4 : 2    | Kvalifikacije za Afrički Kup nacija 2013. |
| 10. | 14. siječnja 2013. | Abu Dhabi, UAE                                          | Egipat       | 1 : 0   | 4 : 2    | Prijateljska utakmica                     |
| 11. | 14. siječnja 2013. | Abu Dhabi, UAE                                          | Egipat       | 3 : 1   | 4 : 2    | Prijateljska utakmica                     |
| 12. | 22. siječnja 2013. | Royal Bafokeng Stadion, Rustenburg, JAR                 | Togo         | 2 : 1   | 2 : 1    | Afrički Kup nacija 2013.                  |
| 13. | 26. siječnja 2013. | Royal Bafokeng Stadion, Rustenburg, JAR                 | Tunis        | 1 : 0   | 3 : 0    | Afrički Kup nacija 2013.                  |
| 14. | 4. lipnja 2014.    | Frisco, Texas, SAD                                      | Salvador     | 1 : 0   | 2 : 1    | Prijateljska utakmica                     |
| 15. | 14. lipnja 2014.   | Itaipava Arena Pernambuco, Recife, Brazil               | Japan        | 2 : 1   | 2 : 1    | Svjetsko prvenstvo 2014.                  |
| 16. | 19. lipnja 2014.   | Estádio Mané Garrincha, Brasília, Brazil                | Kolumbija    | 1 : 2   | 1 : 1    | Svjetsko prvenstvo 2014.                  |
| 17. | 6. rujna 2014.     | Stade Félix Houphouët-Boigny, Abidjan, Obala Bjelokosti | Sijera Leone | 2 : 1   | 2 : 1    | Kvalifikacije za Afrički Kup nacija 2015. |
| 18. | 14. studenog 2014. | Stade Félix Houphouët-Boigny, Abidjan, Obala Bjelokosti | Sijera Leone | 4 : 1   | 5 : 1    | Kvalifikacije za Afrički Kup nacija 2015. |
| 19. | 1. veljače 2015.   | Malabo, Ekvatorijalna Gvineja                           | Alžir        | 3 : 1   | 3 : 1    | Afrički Kup nacija 2015.                  |
| 20. | 4. veljače 2015.   | Bata, Ekvatorijalna Gvineja                             | DR Kongo     | 2 : 1   | 3 : 1    | Afrički Kup nacija 2015.                  |
| 21. | 25. ožujka 2016.   | Stade Félix Houphouët-Boigny, Abidjan, Obala Bjelokosti | Kenija       | 1 : 0   | 1 : 0    | Kvalifikacije za Afrički Kup nacija 2017. |
| 22. | 8. listopada 2016. | Bouaké, Obala Bjelokosti                                | Mali         | 3 : 1   | 3 : 1    | Kvalifikacije za Svjetsko prvenstvo 2018. |

## Osvojeni trofeji

### Klupski trofeji
| Klub      | Trofej          | Sezona / godina |
| Francuska | Francuska       | Francuska       |
| --------- | --------------- | --------------- |
| Lille     | Ligue 1         | 2010./11.       |
| Lille     | Coupe de France | 2011.           |

### Reprezentativni trofeji
| Turnir             | Trofej | Godina |
| ------------------ | ------ | ------ |
| Afrički Kup nacija | Srebro | 2012.  |
| Afrički Kup nacija | Zlato  | 2015.  |

### Individualni trofeji
| Trofej                  | Godina       |
| ----------------------- | ------------ |
| Nagrada Marc-Vivien Foé | 2010., 2011. |

## Vanjske poveznice
- Gervinho na Sky Sports.com